# Ditrichophora psilopina
Ditrichophora psilopina är en tvåvingeart som först beskrevs av Frey 1933.  Ditrichophora psilopina ingår i släktet Ditrichophora och familjen vattenflugor.
Artens utbredningsområde är Finland. Inga underarter finns listade i Catalogue of Life.